# Vườn quốc gia Alerce Andino
Vườn quốc gia Alerce Andino nằm trên dãy núi Andes, thuộc tỉnh Llanquihue, Chile. Nó có diện tích khoảng 393 km², bao quanh các phía đông và nam là cửa sông Reloncaví, ở phía tây là vũng Reloncaví (trừ một vài km rìa ven biển) và ở phía bắc là Hồ Chapo.
Đặc trưng chính của vườn quốc gia này là khoảng 50 ao hồ tự nhiên. Như nhiều vườn quốc gia khác, nó được Cục Lâm nghiệp Chile quản lý.
Vườn quốc gia bảo vệ khu vực rừng cây alerce (tên địa phương) có tổng diện tích 200 km² bao gồm rừng thuần và rừng hỗn hợp. Về động vật, nơi đây là nhà của hai loài nguy cấp là Monito del monte và Pudu.